# Copa do Mundo FIFA de 2018 – Grupo D

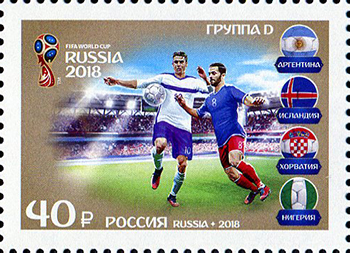
Selo russo de 2018 com as seleções do Grupo D

O Grupo D da Copa do Mundo FIFA de 2018, a vigésima primeira edição do torneio de futebol organizado pela Federação Internacional de Futebol (FIFA) e que ocorreu na Rússia, reuniu as seleções da Argentina, da Islândia, da Croácia e da Nigéria. Seis das doze cidades-sede do torneio abrigaram jogos do grupo. A primeira partida, aconteceu em 16 de junho com a seleção argentina enfrentando a Islândia, resultando num simples empate. Os dois melhores colocados do grupo avançaram as oitavas de final.

## Equipes
| Inscrição            | Equipe    | Confederação | Método de qualificação               | Data de qualificação   | Aparições em Copas | Última participação | Melhor resultado                    | Ranking da FIFA |
| Inscrição            | Equipe    | Confederação | Método de qualificação               | Data de qualificação   | Aparições em Copas | Última participação | Melhor resultado                    | outubro de 2017 |
| -------------------- | --------- | ------------ | ------------------------------------ | ---------------------- | ------------------ | ------------------- | ----------------------------------- | --------------- |
| A1 (cabeça-de-chave) | Argentina | CONMEBOL     | 3º colocado na fase única            | 8 de outubro de 2017   | 17                 | 2014                | Campeão (1978, 1986)                | 4º              |
| A2                   | Islândia  | UEFA         | Vencedor do grupo I                  | 9 de outubro de 2017   | 1                  | –                   | Estreante                           | 21º             |
| A3                   | Croácia   | UEFA         | Vencedor da repescagem               | 12 de novembro de 2017 | 5                  | 2014                | Terceiro lugar (1998)               | 18º             |
| A4                   | Nigéria   | CAF          | Vencedor do grupo B da terceira fase | 7 de outubro de 2017   | 6                  | 2014                | Oitavas de final (1994, 1998, 2014) | 41º             |

## Encontros anteriores em Copas do Mundo
- Argentina x Islândia: Nenhum encontro
- Croácia x Nigéria: Nenhum encontro
- Argentina x Croácia:
  - 1998, fase de grupos: Argentina 1–0 Croácia
- Nigéria x Islândia: Nenhum encontro
- Nigéria x Argentina:
  - 1994, fase de grupos: Argentina 2–1 Nigéria
  - 2002, fase de grupos: Argentina 1–0 Nigéria
  - 2010, fase de grupos: Argentina 1–0 Nigéria
  - 2014, fase de grupos: Nigéria 2–3 Argentina
- Islândia x Croácia: Nenhum encontro

## Classificação final
| Legenda                                                         |
| --------------------------------------------------------------- |
| Primeiro e segundo colocados do grupo avançam para a fase final |

| Pos | Equipe    | Pts | J | V | E | D | GP | GC | SG | Classificado      |
| --- | --------- | --- | - | - | - | - | -- | -- | -- | ----------------- |
| 1   | Croácia   | 9   | 3 | 3 | 0 | 0 | 7  | 1  | +6 | Fase eliminatória |
| 2   | Argentina | 4   | 3 | 1 | 1 | 1 | 3  | 5  | −2 | Fase eliminatória |
| 3   | Nigéria   | 3   | 3 | 1 | 0 | 2 | 3  | 4  | −1 | Eliminado         |
| 4   | Islândia  | 1   | 3 | 0 | 1 | 2 | 2  | 5  | −3 | Eliminado         |

## Partidas

### Argentina vs. Islândia
| 16 de junho   | Argentina  | 1 – 1     | Islândia        | Arena Otkrytie, Moscou                        |
| 16:00 (UTC+3) | Aguero 19' | Relatório | Finnbogason 23' | Público: 44 190 Árbitro: POL Szymon Marciniak |

| Argentina | Islândia |

| G              | 23 | Wilfredo Caballero |  |     |
| LD             | 18 | Eduardo Salvio     |  |     |
| Z              | 17 | Nicolás Otamendi   |  |     |
| Z              | 16 | Marcos Rojo        |  |     |
| LE             | 3  | Nicolás Tagliafico |  |     |
| V              | 14 | Javier Mascherano  |  |     |
| V              | 5  | Lucas Biglia       |  | 54' |
| M              | 13 | Maximiliano Meza   |  | 84' |
| M              | 10 | Lionel Messi       |  |     |
| M              | 11 | Ángel Di María     |  | 75' |
| A              | 19 | Sergio Agüero      |  |     |
| Substituições: |    |                    |  |     |
| V              | 7  | Éver Banega        |  | 54' |
| A              | 22 | Cristian Pavón     |  | 75' |
| A              | 9  | Gonzalo Higuaín    |  | 84' |
| Treinador:     |    |                    |  |     |
| Jorge Sampaoli |    |                    |  |     |

| G                   | 1  | Hannes Þór Halldórsson     |  |     |
| LD                  | 2  | Birkir Sævarsson           |  |     |
| Z                   | 14 | Kári Árnason               |  |     |
| Z                   | 6  | Ragnar Sigurðsson          |  |     |
| LE                  | 18 | Hörður Björgvin Magnússon  |  |     |
| V                   | 10 | Gylfi Sigurðsson           |  |     |
| M                   | 17 | Aron Gunnarsson            |  | 76' |
| M                   | 20 | Emil Hallfreðsson          |  |     |
| M                   | 7  | Jóhann Berg Guðmundsson    |  | 63' |
| M                   | 8  | Birkir Bjarnason           |  |     |
| A                   | 11 | Alfreð Finnbogason         |  | 89' |
| Substituições:      |    |                            |  |     |
| M                   | 19 | Rúrik Gíslason             |  | 63' |
| M                   | 23 | Ari Freyr Skúlason         |  | 76' |
| A                   | 9  | Björn Bergmann Sigurðarson |  | 89' |
| Treinador:          |    |                            |  |     |
| Heimir Hallgrímsson |    |                            |  |     |

| Homem do Jogo: Hannes Þór Halldórsson Bandeirinhas: Pawel Sokolnicki Tomasz Listkiewicz Quarto árbitro: Wilmar Roldán Quinto árbitro: Alexander Guzmán Árbitro assistente de vídeo: Mark Geiger Árbitros assistentes de árbitro de vídeo: Paweł Gil Joe Fletcher Gery Vargas |

### Croácia vs. Nigéria
| 16 de junho   | Croácia                             | 2 – 0     | Nigéria | Estádio de Kaliningrado, Kaliningrado           |
| 21:00 (UTC+2) | Etebo 32' (g.c.) · Modrić 71' (pen) | Relatório |         | Público: 31 136 Árbitro: BRA Sandro Meira Ricci |

| Croácia | Nigéria |

| G              | 23 | Danijel Subašić  |     |     |
| LD             | 2  | Šime Vrsaljko    |     |     |
| Z              | 21 | Domagoj Vida     |     |     |
| Z              | 6  | Dejan Lovren     |     |     |
| LE             | 3  | Ivan Strinić     |     |     |
| V              | 7  | Ivan Rakitić     | 30' |     |
| V              | 10 | Luka Modrić      |     |     |
| M              | 18 | Ante Rebić       |     | 78' |
| M              | 9  | Andrej Kramarić  |     | 60' |
| M              | 4  | Ivan Perišić     |     |     |
| A              | 17 | Mario Mandžukić  |     | 86' |
| Substituições: |    |                  |     |     |
| M              | 11 | Marcelo Brozović | 89' | 60' |
| M              | 8  | Mateo Kovačić    |     | 78' |
| A              | 20 | Marko Pjaca      |     | 86' |
| Treinador:     |    |                  |     |     |
| Zlatko Dalić   |    |                  |     |     |

| G              | 23 | Francis Uzoho        |     |     |
| LD             | 12 | Abdullahi Shehu      |     |     |
| Z              | 6  | Leon Balogun         |     |     |
| Z              | 5  | William Troost-Ekong | 70' |     |
| LE             | 2  | Brian Idowu          |     |     |
| V              | 4  | Wilfred Ndidi        |     |     |
| V              | 8  | Oghenekaro Etebo     |     |     |
| M              | 11 | Victor Moses         |     |     |
| M              | 10 | John Obi Mikel       |     | 88' |
| M              | 18 | Alex Iwobi           |     | 62' |
| A              | 9  | Odion Ighalo         |     | 72' |
| Substituições: |    |                      |     |     |
| A              | 7  | Ahmed Musa           |     | 62' |
| A              | 14 | Kelechi Iheanacho    |     | 72' |
| A              | 13 | Simeon Nwankwo       |     | 88' |
| Treinador:     |    |                      |     |     |
| Gernot Rohr    |    |                      |     |     |

| Homem do Jogo: Luka Modrić Bandeirinhas: Emerson de Carvalho Marcelo Van Gasse Quarto árbitro: Antonio Mateu Lahoz Quinto árbitro: Pau Cebrián Devís Árbitro assistente de vídeo: Daniele Orsato Árbitros assistentes de árbitro de vídeo: Wilton Pereira Sampaio Carlos Astroza Artur Soares Dias |

### Argentina vs. Croácia
| 21 de junho   | Argentina | 0 – 3     | Croácia                                | Estádio de Níjni Novgorod, Nijni Novgorod    |
| 21:00 (UTC+3) |           | Relatório | Rebić 53' · Modrić 80' · Rakitić 90+1' | Público: 43 319 Árbitro: UZB Ravshan Irmatov |

| Argentina | Croácia |

| G              | 23 | Wilfredo Caballero |     |     |
| Z              | 2  | Gabriel Mercado    | 51' |     |
| Z              | 17 | Nicolás Otamendi   | 85' |     |
| Z              | 3  | Nicolás Tagliafico |     |     |
| M              | 18 | Eduardo Salvio     |     | 56' |
| M              | 14 | Javier Mascherano  |     |     |
| M              | 15 | Enzo Pérez         |     | 68' |
| M              | 8  | Marcos Acuña       | 87' |     |
| A              | 10 | Lionel Messi       |     |     |
| A              | 19 | Sergio Agüero      |     | 54' |
| A              | 13 | Maximiliano Meza   |     |     |
| Substituições: |    |                    |     |     |
| V              | 9  | Gonzalo Higuaín    |     | 54' |
| M              | 22 | Cristian Pavón     |     | 56' |
| V              | 21 | Paulo Dybala       |     | 68' |
| Treinador:     |    |                    |     |     |
| Jorge Sampaoli |    |                    |     |     |

| G              | 23 | Danijel Subašić  |       |       |
| LD             | 2  | Šime Vrsaljko    | 67'   |       |
| Z              | 6  | Dejan Lovren     |       |       |
| Z              | 21 | Domagoj Vida     |       |       |
| LE             | 3  | Ivan Strinić     |       |       |
| V              | 7  | Ivan Rakitić     |       |       |
| V              | 11 | Marcelo Brozović | 90+4' |       |
| M              | 18 | Ante Rebić       | 39'   | 57'   |
| M              | 10 | Luka Modrić      |       |       |
| M              | 4  | Ivan Perišić     |       | 82'   |
| A              | 17 | Mario Mandžukić  | 58'   | 90+3' |
| Substituições: |    |                  |       |       |
| A              | 9  | Andrej Kramarić  |       | 57'   |
| V              | 8  | Mateo Kovačić    |       | 82'   |
| Z              | 5  | Vedran Ćorluka   |       | 90+3' |
| Treinador:     |    |                  |       |       |
| Zlatko Dalić   |    |                  |       |       |

| Homem do Jogo: Luka Modrić Bandeirinhas: Abduxamidullo Rasulov Jakhongir Saidov Quarto árbitro: Norbert Hauata Quinto árbitro: Bertrand Brial Árbitro assistente de vídeo: Felix Zwayer Árbitros assistentes de árbitro de vídeo: Bastian Dankert Corey Rockwell Danny Makkelie |

### Nigéria vs. Islândia
| 22 de junho   | Nigéria       | 2 – 0     | Islândia | Arena Volgogrado, Volgogrado                |
| 18:00 (UTC+3) | Musa 49', 75' | Relatório |          | Público: 40 904 Árbitro: NZL Matthew Conger |

| Nigéria | Islândia |

| G              | 23 | Francis Uzoho        |     |     |
| Z              | 22 | Kenneth Omeruo       |     |     |
| Z              | 5  | William Troost-Ekong |     |     |
| Z              | 6  | Leon Balogun         |     |     |
| M              | 10 | John Obi Mikel       |     |     |
| M              | 8  | Oghenekaro Etebo     |     | 90' |
| M              | 4  | Wilfred Ndidi        |     |     |
| LD             | 11 | Victor Moses         |     |     |
| LE             | 2  | Brian Idowu          | 44' | 46' |
| A              | 7  | Ahmed Musa           |     |     |
| A              | 14 | Kelechi Iheanacho    |     | 85' |
| Substituições: |    |                      |     |     |
| Z              | 21 | Tyronne Ebuehi       |     | 46' |
| A              | 9  | Odion Ighalo         |     | 85' |
| PE             | 18 | Alex Iwobi           |     | 90' |
| Treinador:     |    |                      |     |     |
| Gernot Rohr    |    |                      |     |     |

| G                   | 1  | Hannes Þór Halldórsson     |  |     |
| LD                  | 2  | Birkir Sævarsson           |  |     |
| Z                   | 14 | Kári Árnason               |  |     |
| Z                   | 6  | Ragnar Sigurðsson          |  | 65' |
| LE                  | 18 | Hörður Björgvin Magnússon  |  |     |
| M                   | 19 | Rúrik Gíslason             |  |     |
| M                   | 17 | Aron Gunnarsson            |  | 87' |
| M                   | 10 | Gylfi Sigurðsson           |  |     |
| M                   | 8  | Birkir Bjarnason           |  |     |
| A                   | 22 | Jón Daði Böðvarsson        |  | 71' |
| A                   | 11 | Alfreð Finnbogason         |  |     |
| Substituições:      |    |                            |  |     |
| Z                   | 5  | Sverrir Ingi Ingason       |  | 65' |
| A                   | 9  | Björn Bergmann Sigurðarson |  | 71' |
| M                   | 23 | Ari Freyr Skúlason         |  | 87' |
| Treinador:          |    |                            |  |     |
| Heimir Hallgrímsson |    |                            |  |     |

| Homem do Jogo: Ahmed Musa Bandeirinhas: Simon Lount Tevita Makasini Quarto árbitro: Ricardo Montero Quinto árbitro: Hiroshi Yamauchi Árbitro assistente de vídeo: Massimiliano Irrati Árbitros assistentes de árbitro de vídeo: Paweł Gil Elenito Di Liberatore Gianluca Rocchi |

### Nigéria vs. Argentina
| 26 de junho   | Nigéria         | 1 – 2     | Argentina            | Estádio Krestovsky, São Petersburgo       |
| 21:00 (UTC+3) | Moses 51' (pen) | Relatório | Messi 14' · Rojo 86' | Público: 64 468 Árbitro: TUR Cüneyt Çakır |

| Nigéria | Argentina |

| G              | 23 | Francis Uzoho        |       |       |
| Z              | 6  | Leon Balogun         | 32'   |       |
| Z              | 5  | William Troost-Ekong |       |       |
| Z              | 22 | Kenneth Omeruo       |       | 90'   |
| V              | 10 | John Obi Mikel       | 90+1' |       |
| M              | 8  | Oghenekaro Etebo     |       |       |
| M              | 4  | Wilfred Ndidi        |       |       |
| M              | 11 | Victor Moses         |       |       |
| M              | 2  | Brian Idowu          |       |       |
| A              | 7  | Ahmed Musa           |       | 90+2' |
| A              | 14 | Kelechi Iheanacho    |       | 46'   |
| Substituições: |    |                      |       |       |
| A              | 9  | Odion Ighalo         |       | 46'   |
| A              | 18 | Alex Iwobi           |       | 90'   |
| A              | 13 | Simeon Nwankwo       |       | 90+2' |
| Treinador:     |    |                      |       |       |
| Gernot Rohr    |    |                      |       |       |

| G              | 12 | Franco Armani      |       |     |
| LD             | 2  | Gabriel Mercado    |       |     |
| Z              | 17 | Nicolás Otamendi   |       |     |
| Z              | 16 | Marcos Rojo        |       |     |
| LE             | 3  | Nicolás Tagliafico |       | 80' |
| M              | 15 | Enzo Pérez         |       | 61' |
| M              | 14 | Javier Mascherano  | 49'   |     |
| M              | 7  | Éver Banega        | 64'   |     |
| M              | 11 | Ángel Di María     |       | 72' |
| A              | 10 | Lionel Messi       | 90+4' |     |
| A              | 9  | Gonzalo Higuaín    |       |     |
| Substituições: |    |                    |       |     |
| M              | 22 | Cristian Pavón     |       | 61' |
| M              | 13 | Maximiliano Meza   |       | 72' |
| A              | 19 | Sergio Agüero      |       | 80' |
| Treinador:     |    |                    |       |     |
| Jorge Sampaoli |    |                    |       |     |

| Homem do jogo: Lionel Messi Bandeirinhas: Bahattin Duran Tarık Ongun Quarto árbitro: Björn Kuipers Quinto árbitro: Sander van Roekel Árbitro assistente de vídeo: Daniele Orsato Árbitros assistentes de árbitro de vídeo: Paweł Gil Paweł Sokolnicki Massimiliano Irrati |

### Islândia vs. Croácia
| 26 de junho   | Islândia                | 1 – 2     | Croácia                  | Arena Rostov, Rostóvia do Dom                    |
| 21:00 (UTC+3) | G. Sigurðsson 76' (pen) | Relatório | Badelj 53' · Perišić 90' | Público: 43 472 Árbitro: ESP Antonio Mateu Lahoz |

| Islândia | Croácia |

| G                   | 1  | Hannes Þór Halldórsson     |     |     |
| LD                  | 2  | Birkir Sævarsson           | 84' |     |
| Z                   | 5  | Sverrir Ingi Ingason       |     |     |
| Z                   | 6  | Ragnar Sigurðsson          |     | 70' |
| LE                  | 18 | Hörður Björgvin Magnússon  |     |     |
| V                   | 17 | Aron Gunnarsson            |     |     |
| V                   | 20 | Emil Hallfreðsson          | 59' |     |
| M                   | 7  | Jóhann Berg Guðmundsson    |     |     |
| M                   | 10 | Gylfi Sigurðsson           |     |     |
| M                   | 8  | Birkir Bjarnason           |     | 90' |
| A                   | 11 | Alfreð Finnbogason         | 64' | 85' |
| Substituições:      |    |                            |     |     |
| A                   | 9  | Björn Bergmann Sigurðarson |     | 70' |
| M                   | 4  | Albert Guðmundsson         |     | 85' |
| M                   | 21 | Arnór Ingvi Traustason     |     | 90' |
| Treinador:          |    |                            |     |     |
| Heimir Hallgrímsson |    |                            |     |     |

| G              | 12 | Lovre Kalinić   |     |     |
| LD             | 13 | Tin Jedvaj      | 83' |     |
| Z              | 5  | Vedran Ćorluka  |     |     |
| Z              | 15 | Duje Ćaleta-Car |     |     |
| LE             | 22 | Josip Pivarić   |     |     |
| V              | 10 | Luka Modrić     |     | 65' |
| V              | 19 | Milan Badelj    |     |     |
| M              | 20 | Marko Pjaca     | 14' | 70' |
| M              | 8  | Mateo Kovačić   |     | 81' |
| M              | 4  | Ivan Perišić    |     |     |
| A              | 9  | Andrej Kramarić |     |     |
| Substituições: |    |                 |     |     |
| M              | 14 | Filip Bradarić  |     | 65' |
| Z              | 6  | Dejan Lovren    |     | 70' |
| M              | 7  | Ivan Rakitić    |     | 81' |
| Treinador:     |    |                 |     |     |
| Zlatko Dalić   |    |                 |     |     |

| Homem do Jogo: Milan Badelj Bandeirinhas: Pau Cebrián Devís Roberto Díaz Pérez Quarto árbitro: John Pitti Quinto árbitro: Gabriel Victoria Árbitro assistente de vídeo: Paolo Valeri Árbitros assistentes de árbitro de vídeo: Gery Vargas Elenito Di Liberatore Felix Zwayer |

## Disciplina
Os pontos por fair play são usados como critério de desempate se duas equipes terminem empatadas em todos os demais critérios de desempate. Estes foram calculados com base nos cartões amarelos e vermelhos recebidos em todas as partidas do grupo da seguinte forma:
- primeiro cartão amarelo: menos 1 ponto;
- cartão vermelho indireto (segundo cartão amarelo): menos 3 pontos;
- cartão vermelho direto: menos 4 pontos;
- cartão amarelo e cartão vermelho direto: menos 5 pontos;

Apenas uma das deduções acima seria aplicada a um jogador em uma única partida.
| Seleção   | Jogo 1                        | Jogo 1                            | Jogo 1  | Jogo 1               | Jogo 2                        | Jogo 2                            | Jogo 2  | Jogo 2               | Jogo 3                        | Jogo 3                            | Jogo 3  | Jogo 3               | Pontos |
| Seleção   | Penalizado com cartão amarelo | Penalizado · Penalizado · Expulso | Expulso | Penalizado · Expulso | Penalizado com cartão amarelo | Penalizado · Penalizado · Expulso | Expulso | Penalizado · Expulso | Penalizado com cartão amarelo | Penalizado · Penalizado · Expulso | Expulso | Penalizado · Expulso | Pontos |
| --------- | ----------------------------- | --------------------------------- | ------- | -------------------- | ----------------------------- | --------------------------------- | ------- | -------------------- | ----------------------------- | --------------------------------- | ------- | -------------------- | ------ |
| Islândia  |                               |                                   |         |                      |                               |                                   |         |                      | 3                             |                                   |         |                      | −3     |
| Nigéria   | 1                             |                                   |         |                      | 1                             |                                   |         |                      | 2                             |                                   |         |                      | −4     |
| Argentina |                               |                                   |         |                      | 3                             |                                   |         |                      | 3                             |                                   |         |                      | −6     |
| Croácia   | 2                             |                                   |         |                      | 4                             |                                   |         |                      | 2                             |                                   |         |                      | −8     |